# Stržišče (gmina Sevnica)
Stržišče – wieś w Słowenii, w gminie Sevnica. W 2018 roku liczyła 54 mieszkańców.